# Jarosław Araszkiewicz
Jarosław Piotr Araszkiewicz, poljski nogometaš in trener, * 1. februar 1965, Szamotuły, Poljska.
Araszkiewicz je nekdanji nogometni vezist, je igral za: Lech Poznań, Legia Warszawa, Pogoń Szczecin, Dyskobolia Grodzisk Wielkopolski in MSV Duisburg.